# Бейрут (аеропорт)
Міжнародний аеропорт імені Рафіка Харірі, також відомий як Міжнародний аеропорт «Бейрут» (араб. مطار بيروت رفيق الحريري الدولي, (IATA: BEY, ICAO: OLBA) — єдиний діючий комерційний аеропорт у Лівані, що розташований у південному передмісті Бейрута, за 9 км від Бейрута, Ліван. Названий на честь ліванського політичного діяча, який загинув в результаті терористичного акта. Основний аеропорт ліванської авіакомпанії Middle East Airlines.

## Історія

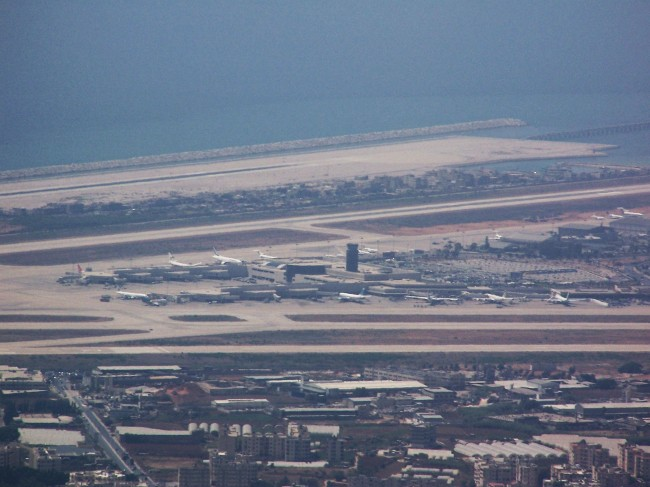

- 23 квітня 1954 — відкриття аеропорту.
- 28 грудня 1968 — ізраїльський спецназ у відповідь на терористичні акти палестинців проти ізраїльських літаків здійснив рейд на аеропорт, в результаті якого було знищено 13—14 літаків (див. Ізраїльський рейд на аеропорт Бейрута).
- 1975 — в результаті початку Громадянської війни в Лівані з аеропорту пішли майже усі авіакомпанії.
- 1977 — реконструкція терміналу
- 1982 — аеропорт сильно пошкоджено в результаті обстрілів в ході Ліванської війни
- 1983 — вибухи казарм миротворців на території аеропорту
- 1994 — початок 10-річної реконструкції аеропорту, будівництво нових терміналів, двох ЗПС та об'єктів інфраструктури.
- 1998 — завершення будівництва нового терміналу
- 13 червня 2006 — усі три ЗПС отримали пошкодження від ракетних ударів в ході Другої ліванської війни

## Пасажирський термінал
Термінал складається з двох крил: східного та західного крил, які з’єднані між собою головним терміналом, утворюючи U-подібну будівлю, причому кожне крило розташоване паралельно іншому, і головний термінал, який з’єднує крила. 
Сучасний термінал складається з 23 виходів, 19 з яких мають телетрапи, два з них є телетрапами для великих літаків, а два є виходами на автобуси, що були виведені з експлуатації. 
Палити заборонено майже в усіх зонах термінала, за деякими винятками.

### Головний термінал
Головний термінал містить крамницю безмитної торгівлі, деякі інші крамниці, ресторани та кімнати відпочинку. 
Головний термінал має чотири рівні:
- Рівень землі, який містить зону прибуття, а також містить секцію безмитної торгівлі для прибулих пасажирів поруч із камерою отримання багажу. Магазини безмитної торгівлі та зона багажу доступні для прибулих пасажирів після проходження паспортного контролю, але до проходження митниці (цей дьюті-фрі, як і всі інші, не відкритий для широкого загалу). Широка публіка має доступ до зони очікування, а також є різноманітні кафе та ресторани, відкриті для публіки.
- Другий рівень містить зону вильоту, продажу квитків, контрольно-пропускний пункт, митницю та імміграцію. Сюди також входить основна торгова зона безмитної торгівлі, яка доступна лише для пасажирів із квитками після проходження імміграційного контролю.
- На третьому рівні розташовані всі приватні лаунжі авіакомпаній, молитовні кімнати, а також ресторан із гарним видом на злітну смугу.
- Четвертий рівень, закритий для відвідування та пасажирів, в основному містить офіси адміністрації аеропорту.

#### Східне та Західне крило
Кожне крило містить власні гейти для вильоту, а також дві кав'ярні (в одному з яких є зона для курців), газетний кіоск, туристична крамниця і менші зони безмитної торгівлі у кожному крилі. 
Східне крило, яке було відкрито в 1998 році, має гейти 1–12, а Західне крило, що відкрилося у 2002 році, має гейти 13–23. 
Гейти 2 і 3 є подвійними телетрапами для великих літаків. Виходи 4 і 22 є виходами на посадку до автобусу, але ними майже не користуються. Єдиний спосіб перейти з одного крила в інше – через головний термінал.
В аеропорту також є банки, пошта, масажні крісла, молитовне місце та туристичний інформаційний центр. 
Аеропорт став першим у регіоні, де пропонують послуги бездротового Інтернету 5G безплатно протягом 2 годин. 

## Авіакомпанії та напрямки

### Пасажирські
| Авіакомпанія                  | Пункт призначення |
| ----------------------------- | --- |
| Aegean Airlines               | Афіни |
| Aeroflot                      | Москва–Шереметьєво (призупинено) |
| Air Algérie                   | Алжир |
| Air Arabia                    | Шарджа |
| Air Arabia Abu Dhabi          | Абу-Дабі (з 31 жовтня 2022) |
| Air France                    | Париж–Шарль де Голль |
| AnadoluJet                    | Адана Сезонно: Анкара, Анталія, Бодрум, Даламан, Ізмір |
| Chair Airlines                | Цюрих |
| Cham Wings Airlines           | Алеппо, Дамаск, Камішли |
| Cyprus Airways                | Ларнака |
| EgyptAir                      | Каїр |
| Emirates                      | Дубай |
| Ethiopian Airlines            | Аддис-Абеба |
| Etihad Airways                | Абу-Дабі |
| Eurowings                     | Берлін, Дюссельдорф |
| European Air Charter          | Сезонний чартер: Бургас, Варна |
| Fly Baghdad                   | Багдад |
| Flydubai                      | Дубай |
| Flynas                        | Джидда, Ріяд |
| Gulf Air                      | Бахрейн |
| Iran Air                      | Мешхед, Тегеран–Імам Хомейні |
| Iraqi Airways                 | Багдад, Басра, Наджаф, Сулейманія |
| Jazeera Airways               | Сезонний: Кувейт |
| Kuwait Airways                | Кувейт |
| LOT Polish Airlines           | Варшава–Шопен |
| Lufthansa                     | Франкфурт |
| Mahan Air                     | Мешхед, Тегеран–Імам Хомейні |
| Middle East Airlines          | Абіджан, Абу-Дабі, Аккра, Амман, Афіни, Багдад, Басра, Брюссель, Каїр, Копенгаген, Даммам, Доха, Дубай, Дюссельдорф, Ербіль, Франкфурт, Женева, Стамбул, Джидда, Кувейт, Лагос, Ларнака, Лондон–Хітроу, Мадрид, Мілан–Мальпенса, Наджаф, Париж–Шарль де Голль, Ріяд, Рим–Ф'юмічіно, Єреван Сезонний: Ніцца Чартер: Медіна Сезонний чартер: Адана, Анталія, Даламан, Міконос |
| Pegasus Airlines              | Адана, Анталія, Стамбул-Сабіха Гьокчен Сезонно: Даламан |
| Qatar Airways                 | Доха |
| Royal Jordanian               | Амман |
| Saudia                        | Джидда, Медіна, Ріяд |
| Scandinavian Airlines         | Сезонний: Копенгаген, Стокгольм–Арланда |
| Sundair                       | Берлін, Бремен, Дюссельдорф |
| SunExpress                    | Сезонні: Анталія, Ізмір |
| Swiss International Air Lines | Цюрих |
| Syrian Air                    | Алеппо, Дамаск |
| TAROM                         | Бухарест |
| Transavia                     | Амстердам, Ліон, Марсель, Париж–Орлі |
| Tunisair                      | Туніс |
| Turkish Airlines              | Стамбул Сезонний: Адана, Анталія |
| UR Airlines                   | Багдад |
| Vueling                       | Барселона |

### Вантажні
| Авіакомпанія             | Пункт призначення                                        |
| ------------------------ | -------------------------------------------------------- |
| Cargolux                 | Амман, Каїр, Гонконг, Стамбул-Сабіха Гьокчен, Люксембург |
| DHL Aviation             | Бахрейн                                                  |
| EgyptAir Cargo           | Каїр                                                     |
| Emirates SkyCargo        | Дубай-Аль-Мактум                                         |
| Ethiopian Airlines Cargo | Аддис-Абеба, Льєж                                        |
| MNG Airlines             | Каїр, Стамбул                                            |
| Qatar Airways Cargo      | Аккра, Доха, Кувейт, Сарагоса                            |
| Turkish Cargo            | Амман, Стамбул                                           |
| ULS Airlines Cargo       | Стамбул                                                  |

## Пасажирообіг
Див. джерело запитів Вікіданих та джерела.